# Альтернирующие синдромы
Альтерни́рующие синдромы (лат. alterno — чередоваться; синонимы: альтернирующие параличи, перекрестные параличи) — синдромы, которые сочетают в себе поражение черепных нервов на стороне очага с проводниковыми расстройствами двигательной и чувствительной функций на противоположной стороне.

## Этиология и патогенез
Альтернирующие синдромы возникают при поражении одной половины ствола головного мозга, спинного мозга (Броун—Секара синдром), а также при одностороннем комбинированном поражении структур головного мозга и органов чувств. Различные альтернирующие синдромы могут быть вызваны нарушениями кровообращения в системе спинного мозга и ствола головного мозга опухолевыми процессами с локализацией в стволе мозга, черепно-мозговыми травмами. Стволовые симптомокомплексы, встречающиеся наиболее часто, характеризуются поражением на стороне очага одного или нескольких черепных нервов по периферическому типу (вследствие повреждения их ядер или корешков), а также проводниковыми нарушениями на противоположной стороне (гемипарезы, гемиплегии, гемианестезии, гемиатаксии и др.) благодаря повреждениям волокон пирамидного пути, медиальной петли, мозжечковых связей и пр.
Выделяют бульбарные, понтинные, педункулярные и смешанные альтернирующие синдромы в зависимости от места расположения очага (что важно для уточнения локализации повреждения).

### Бульбарные альтернирующие синдромы
Синдром Дже́ксона (медиальный медуллярный синдром, синдром Дежерина) наблюдается при половинном поражении нижнего отдела продолговатого мозга, и характеризующийся сочетанием периферического паралича подъязычного нерва и центральным гемипарезом конечностей на противоположной стороне. Периферический паралич подъязычного нерва: атрофия одноимённой половины языка (истонченность и складчатость слизистой оболочки), фасцикулярные подёргивания. Язык при высовывании отклоняется в сторону поражения ядра или нерва. Эталон: при сокращении левой подбородочно-язычной мышцы, язык выталкивается вперёд и вправо, при сокращении правой — наоборот. Если поражён правый нерв, то при сокращении левой подбородочно-язычной мышцы, язык выталкивается вправо (на сторону поражения).
Синдром Аве́ллиса (палатофарингеальный паралич) развивается при поражении ядер языкоглоточного, блуждающего и подъязычного нервов и пирамидного пути. Характеризуется со стороны очага параличом мягкого нёба и глотки.
Синдром Шми́дта характеризуется сочетанным поражением двигательных ядер или волокон языкоглоточного, блуждающего, добавочного нервов и пирамидного пути. Проявляется со стороны очага параличом мягкого неба, глотки, голосовой связки, половины языка, грудино-ключично-сосцевидной и верхней части трапециевидной мышцы.
Синдром Ва́лленберга—Заха́рченко (дорсолатеральный медуллярный синдром) возникает при поражении двигательных ядер блуждающего, тройничного и языкоглоточного нервов, симпатических волокон, нижней мозжечковой ножки, спиноталамического тракта, иногда — пирамидного пути. На стороне очага отмечаются паралич мягкого неба, глотки, голосовой связки, синдром Горнера, мозжечковая атаксия, нистагм, утрата болевой и температурной чувствительности половины лица; с противоположной стороны — выпадение болевой и температурной чувствительности на туловище и конечностях, возникновение извращенной температурной чувствительности. Возникает при поражении задней нижней мозжечковой артерии.
Синдром Баби́нского—Нажо́тта возникает при сочетанном поражении нижней мозжечковой ножки, оливомозжечкового пути, симпатических волокон, пирамидного, спиноталамического трактов и медиальной петли. Характеризуется со стороны очага развитием мозжечковых нарушений, синдромом Горнера.

### Понтинные альтернирующие синдромы
Синдром Мийя́ра—Губле́ра (медиальный мостовой синдром) возникает при поражении ядра или волокон 7 пары и пирамидного пути. На стороне очага — периферический паралич мимической мускулатуры: лицо асимметрично, мышцы здоровой половины перетягивают кожу лица на свою сторону, симптом ракетки, отсутствие носогубной и лобных складок, слабости мимической мускулатуры верхних и нижних этажей (гипорефлексия). Симптом Белла (неполное закрытие глазной щели из-за паралича круговой мышцы глаза); симптом ресниц (при попытке зажмурить глаза, ресницы остаются в зоне видимости); феномен Белла — при закрывании глаза, глазные яблоки убегают вверх (не является патологическим). Вегетативные нарушения отсутствуют (вкус в норме, слезотечение, слюнотечение и глотательный рефлекс в норме. Дизакузия. На противоположной стороне — центральный гемипарез или гемиплегия.
Синдром Фови́лля (латеральный мостовой синдром) наблюдается при сочетанном поражении ядер (корешков) отводящего и лицевого нервов, медиальной петли, пирамидного пути. Характеризуется со стороны очага параличом отводящего нерва и параличом взора в сторону очага, иногда параличом лицевого нерва. На противоположной стороне — центральный гемипарез или гемиплегия.
Синдром Раймо́на—Сеста́на отмечается при поражении заднего продольного пучка, средней мозжечковой ножки, медиальной петли, пирамидного пути. Характеризуется парезом взора в сторону патологического очага, атаксией и хореоатетозом на той же стороне с гемипарезом и гемигипестезией на противоположной стороне.
Синдром Бриссо́ возникает при раздражении ядра лицевого нерва и поражении пирамидного пути. Характеризуется лицевым гемиспазмом со стороны очага.
Синдром Гаспери́ни возникает при повреждении покрышки варолиева моста и характеризуется сочетанием поражения слухового, лицевого, отводящего и тройничного нервов на стороне патологического очага .

### Педункулярные альтернирующие синдромы
Синдром Ве́бера (вентральный мезэнцефальный синдром) наблюдается поражение ядер и корешков III пары ЧМН (глазодвигательный нерв) и пирамидного пути. На стороне поражения: птоз, мидриаз, диплопия, расходящееся косоглазие (поражение корешка), нарушение аккомодации, экзофтальм. На противоположной стороне: центральный гемипарез, парез мышц лица и языка, расходящееся косоглазие (поражение ядра) и гемигипестезия.
Синдром Кло́да (дорсальный мезэнцефальный синдром, нижний синдром красного ядра) возникает при поражении ядра глазодвигательного нерва, верхней мозжечковой ножки, красного ядра. На стороне поражения возникают птоз, расходящееся косоглазие, мидриаз, а на противоположной — интенционный тремор и хореоформный (рубральный) гиперкинез.
Синдром Бенеди́кта отмечается при поражении ядер глазодвигательного нерва, красного ядра, красноядерно-зубчатых волокон, иногда медиальной петли. На стороне очага возникают птоз, расходящееся косоглазие, мидриаз, на противоположной стороне — гемиатаксия, гемипарез (без симптома Бабинского).
Синдром Парино — паралич (парез) взора вверх, нарушение конвергенции, частичный двусторонний птоз, миоз, отсутствие фотореакций, нистагм. Развивается при двустороннем поражении покрышки и крыши среднего мозга в оральном отделе, на уровне верхнего двухолмия. В патологический процесс вовлекаются центр вертикального движения глаз, верхний отдел заднего продольного пучка, задняя мозговая спайка. Основными причинами синдрома могут быть нарушения кровообращения в зоне задней мозговой артерии, опухоли ствола, пинеаломы, эпидемический энцефалит.
Синдром Нотна́геля возникает при сочетанном поражении ядер глазодвигательных нервов, верхней мозжечковой ножки, латеральной петли, красного ядра, пирамидного пути. На стороне очага отмечаются птоз, расходящееся косоглазие, мидриаз, с противоположной стороны — хореатетоидный гиперкинез, гемиплегия, паралич мышц лица и языка.

### Центральный гемипарез конечностей
Обобщённое описание изменений, происходящее на противоположной стороне, при альтернирующих синдромах, вне зависимости от места расположения очага поражения.
С противоположной стороны: спастический гипертонус, с преобладанием фазического компонента, характеризуется феномен «складного ножа», поза Вернике-Мана, клонус стоп и кистей, гиперрефлексия и расширение рефлексогенных зон, появление патологических рефлексов (на кисти — Россолимо, Жуковского, Бехтерева; на стопе — Бабинского, Россолимо). Патологические синкинезии (глобальные [сопутствуют массивным движениям (кашель, чихание), наблюдаются непроизвольные движения парализованной конечности]; координаторные [непроизвольные содружественные движения в парализованной конечности при выполнении произвольных движении в здоровых мышцах, функционально связанных с парализованными]; имитационные [парализованная конечность непроизвольно повторяет движение здоровой, хотя это же движение произвольно выполнить не удаётся]. Выраженные защитные рефлексы: защитный укоротительный; защитный рефлекс Ремака.

## Диагностика
Диагностическое значение альтернирующих синдромов заключается в возможности локализовать очаг поражения и определить его границы. Например, синдром Джексона возникает при тромбозе передней спинномозговой артерии или её ветвей, синдромы Авеллиса и Шмидта развиваются при нарушении кровообращения в ветвях артерии, питающей продолговатый мозг, а синдромы Валленберга—Захарченко и Бабинского—Нажотта — в бассейне нижней задней мозжечковой или позвоночной артерии. Понтинные синдромы Фовилля, Бриссо, Раймона—Сестана возникают при поражении ветвей базилярной артерии, педункулярные синдромы — глубоких ветвей задней мозговой артерии, синдром Клода — передней и задней артериол красного ядра, синдром Бенедикта — межножковых или центральных артерий и пр.
Изменение симптомов характеризует причину патологического процесса. Ишемическое поражение ствола мозга, например, в результате тромбоза ветвей позвоночных, базилярной или задней мозговой артерии приводит к постепенному развитию альтернирующих синдромов, даже не сопровождающихся утратой сознания. Границы очага при этом соответствуют зоне нарушения кровоснабжения, гемиплегия или гемипарез имеют спастический характер. Кровоизлияния в ствол мозга могут приводить к возникновению атипичных альтернирующих синдромов. Это происходит в связи с тем, что кроме участка поврежденного сосудистого бассейна в процесс вовлекаются и окружающие ткани мозга за счет развития периферического отека. Острое развитие очага в понтинной зоне сопровождается нарушениями дыхания, сердечной деятельности, рвотой. В остром периоде определяется снижение мышечного тонуса на стороне гемиплегии.